# Ральф Говея
Ральф Говея (8 березня 1996) — замбійський плавець.
Учасник Олімпійських Ігор 2016 року.
Призер Чемпіонату Африки з плавання 2018 року.